# Giulia Lazzarini
Pour les articles homonymes, voir Lazzarini.

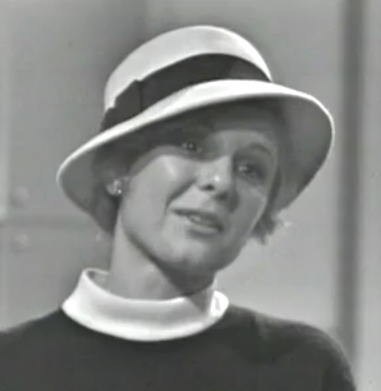
Giulia Lazzarini dans L'amica delle mogli (1970).

Giulia Lazzarini, née le 24 mars 1934 à Milan, est une actrice italienne.

## Filmographie partielle

### Au cinéma
- 1951 : Destino de Enzo Di Gianni
- 1952 : Non ho paura di vivere de Fabrizio Taglioni
- 1952 : Prigioniero delle tenebre d'Enrico Bomba
- 1981 : Ho fatto splash de Maurizio Nichetti
- 1998 : Grazie di tutto de Luca Manfredi
- 2008 : Capitan Basilico de Massimo Morini
- 2009 : Il piccolo de Maurizio Zaccaro
- 2012 : Piazza Fontana de Marco Tullio Giordana
- 2015 : Mia madre de Nanni Moretti : Ada

### À la télévision
- 1970 : L'amica delle mogli de Luigi Pirandello (avec Romolo Valli)
- 2015 : Lea de Marco Tullio Giordana (téléfilm)

## Distinctions

### Récompense
- David di Donatello 2015 : Meilleure actrice dans un second rôle pour Mia madre